# سانتارزا (آریزونا)
سانتارزا (به انگلیسی: Santa Rosa) یک منطقهٔ مسکونی در ایالات متحده آمریکا است که در شهرستان پیما، آریزونا واقع شده‌است. سانتارزا ۱۶٫۹۶ کیلومتر مربع مساحت و ۲۵٬۵۰۵ نفر جمعیت دارد و ۵۵۲ متر بالاتر از سطح دریا واقع شده‌است.